# Marvin McFadden
Marvin McFadden (* 31. Januar in Vallejo) ist ein US-amerikanischer Musiker und gehört seit 1994 zum Bläsersatz der Band Huey Lewis & The News. Sein Hauptinstrument ist die Trompete, er spielt jedoch auch Flügelhorn, Waldhorn und Saxophon.

## Biografie
Marvin McFadden erlernte das Trompetenspiel bereits in der Grundschule. Er perfektionierte im Laufe der Jahre sein Spiel und wurde freier Musiker, dessen Variabilität über Genregrenzen hinweg geschätzt wurde. Im Laufe der Jahre trat er so unter anderem mit Künstlern wie Ella Fitzgerald, Rosemary Clooney, Natalie Cole, Maureen McGovern, Barry Manilow, Diana Krall, Ray Charles, und The Temptations auf. 1994 nahm er an den Aufnahmen zum Album Four Chords & Several Years Ago von Huey Lewis & the News teil und wurde festes Mitglied des Bläsersatzes der Gruppe, die sich zuvor jeweils Gastmusiker für die Aufnahmen ihrer Alben geholt hatte. Er war seitdem an allen Aufnahmen des Band beteiligt, arbeitet aber auch weiter für andere Musiker.
Mit Tony! Toni! Toné! nahm er 1996 das Album House of Music auf, 1999 war er an den Aufnahmen von Carlos Santanas Comeback-Album Supernatural beteiligt.

## Diskografie (Auszug)
mit Huey Lewis & the News
- Four Chords & Several Years Ago (1994)
- Plan B (2001)
- Live at 25 (2005)
- Soulsville (2010)

mit Santana
- Supernatural (1999)

mit Tony! Toni! Toné!
- House of Music (1996)